# بريتومانيد
بريتومانيد (Pretomanid)، الذي يباع تحت الإسم التجاري دوفبريلا (Dovprela)، هو مضاد حيوي يتم وصفه لعلاج مرض السل المقاوم للأدوية المتعددة الذي يصيب الرئتين.  و يستخدم عمومًا مع البيداكيلين( bedaquiline) و اللينيزوليد(linezolid).  و يعطى عن طريق الفم. 
تشمل الآثار الجانبية الشائعة لهذا العقار على: تلف الأعصاب، و حب الشباب، و القيء، و الصداع، و انخفاض نسبة السكر في الدم، و الإسهال، و التهاب الكبد.  إضافة إلى ذلك، قد تشمل الآثار الجانبية الأخرى على: تثبيط نخاع العظم، و اعتلال العصب البصري، و إطالة فترة QT.  أما السلامة أثناء الحمل فغير واضحة بتاتا.  إنه ينتمي إلى فئة أدوية النيتروإيميدازول. 
تمت الموافقة على استخدام بريتومانيد طبيا في الولايات المتحدة في عام 2019 و بعدها مباشرة في أوروبا في عام 2020.   كما أنه مدرج في قائمة الأدوية الأساسية لمنظمة الصحة العالمية. ففي العالم النامي بلغت تكلفة العلاج به 364 دولارًا أمريكيًا لمدة 6 أشهر في عام 2019.  و في الولايات المتحدة، يكلف هذا المقدار حوالي 3800 دولار أمريكي اعتبارًا من عام 2021.  تم تطويره بواسطة تحالف مكافحة السل.  